# باول بنيشو
باول بنيشو (بالفرنسية: Paul Bénichou)‏ هو ناقد أدبي فرنسي، ولد في 19 سبتمبر 1908 في تلمسان في الجزائر، وتوفي في 14 مايو 2001 في باريس في فرنسا.